# Kondalilla-Nationalpark
Der Kondalilla-Nationalpark (engl.: Kondalilla National Park) ist ein Nationalpark im Südosten des australischen Bundesstaates Queensland.

## Lage
Er liegt 91 Kilometer nördlich von Brisbane und 10 Kilometer südwestlich von Nambour auf der Westabdachung der Blackall Range.

## Geschichte
Der Siedler William Skene durchstreifte dieses Gebiet auf der Suche nach verlorenen Rindern. Er nannte es Bon Accord und schenkte es später der Regierung von Queensland. Diese benannte es in den 1950er-Jahren in Kondalilla um. Dieses Wort bedeutet in der Sprache der örtlichen Aborigines 'Fließendes Wasser'.
1906 wurde das Gebiet offiziell zum Schutzgebiet erklärt. 1945 wurde es zum Nationalpark.

## Flora
Im Park werden Reste subtropischen Regenwaldes geschützt. Man findet Gruppen von Piccabeen-Palmen (Archontophoenix cunninghamiana), Alphitonia, Neuguinea-Araukarien und Kasuarinen, ebenso wie Eukalyptus- und Regenwald. Hier ist der östlichste Standort der Queensland-Araukarie.
Die empfindliche Pflanzenart Macadamia integrifolia wächst ebenfalls im Nationalpark.

## Fauna
Im Nationalpark finden 107 Vogelarten ihren Lebensraum. Auch den seltenen Taschenfrosch (Assa darlingtoni) kann man beobachten.

## Einrichtungen
Im Park gibt es einen großen Picknickplatz mit öffentlichen Toiletten. Zwei Wanderwege führen zur Upper Falls Swimming Hole. Ein längerer Rundwanderweg führt am unteren Pool vorbei, der nicht zum Schwimmen geeignet ist. Er ist sehr ausgesetzt und kann in etwa 2 Stunden erwandert werden.
Das Zelten ist im Park nicht gestattet.

## Zufahrt
Der Park ist am besten von Flaxton, einer Siedlung östlich des Parks, aus zu erreichen. Diese Siedlung liegt an der Verbindungsstraße von Montville nach Mapleton. Diese Straße führt über den Kamm der Blackall Range und ist  als Touristenstraße 23 ausgewiesen.